# Tromboksan
Tromboksan je eden od derivatov, ki s katalitičnim delovanjem ciklooksigenaze nastane iz arahidonske kisline. Je mediator vnetja in agregacije trombocitov (krvnih ploščic). Poleg prostaglandinov, prostaciklina in levkotrienov spada v skupino lipidov, poimenovanih eikozanoidi.

## Proizvodnja
Tromboksan A2 nastaja v trombocitih s pomočjo njim lastnega encima ciklooksigenaze 1 (COX-1). S pomočjo encima COX-1 nastane iz arahidonske kisline prostaglandin H2, le-tega pa pretvori encim tromboksan-A-sintaza v tromboksan A2.
Thromboksan B2 je neaktiven presnovek tromboksana A2 in se skoraj popolnoma izčisti s sečem. Ni vpleten v proces aktivacije in agregacije krvnih ploščic. 

## Mehanizem
Troboksan izkazuje svoje učinke preko vezave na tromboksanske receptorje, ki so sklopljeni z beljakovino G.

## Vloga
Tromboksan je močan vazokonstriktor in ima proagregacijsko delovanje.
Tromboksan je v krvnem obtoku v homeostatskem ravnovesju s prostaciklinom, ki ima obratne učinke.

## Zaviralci
Zaviralci tromboksana so učinkovine, ki zavrejo bodisi njegovo sintezo bodisi njegove učinke.
Zaviralci sinteze tromboksana lahko delujejo na različne stopnje v sintezni poti:
- zaviralci COX-1, npr. aspirin, zavrejo ciklooksigenazo 1, tako da se v krvni ploščici iz arahidonske kisline ne more sintetizirati predhodnik tromboksana A2, prostaglandin H2. Dolgotrajna uporaba nizkih odmerkov aspirina nepovratno zavre tvorbo tromboksana A2, kar se kaže kot inhibicija agregacije trombocitov. Zato se aspirin uporablja pri preprečevanju srčne kapi. 40 mg aspirina dnevno je dovoljšnji odmerek za inhibicijo večjega deleža akutno sproščenega tromboksana; pri tem pa je proizvodnja prostaglandina I2 le malo prizadeta. Vendar so za obsežnejšo inhibicijo potrebni večji odmerki.[5]
- Zaviralci tromboksan-sintaze zavrejo encim, ki v drugi stopnji pretvori prostaglandin H2, produkt COX-1, v tromboksan A2.

Zaviralci tromboksankih receptorjev so učinkovine, ki izražajo antagonistične učinke na samem receptorju za tromboksan. Primer potentnega in selektivnega antagonista tromboksanskega receptorja je ifetroban. Tudi dipiridamol deluje antagonistično na tromboksanske receptorje, a izkazuje še številne druge učinke.